# Idiocera (Idiocera) sedata
Idiocera (Idiocera) sedata is een tweevleugelige uit de familie steltmuggen (Limoniidae). De soort komt voor in het Afrotropisch gebied.